# 新人类 (游戏)
《新人类》是一款由Hudson Soft制作、Rix Soft发行的第三人称射击游戏。 本游戏于1987年2月10日在日本地区FC游戏机发行。于1989年9月在北美地区发行。
《新人类》是Hudson Soft制作的架空类射击游戏，游戏的目的是躲避屏幕上的敌人。主人公迪诺里基能够跳跃和扔出如石块、斧头飞镖和火种等武器。主人公能够收集能量块来提升速度或者能让自己飞起的翅膀，或者也能够升级武器。